# Åland United
L'Åland United è una squadra di calcio femminile finlandese di Lemland. Milita nella Kansallinen Liiga, il massimo campionato finlandese femminile di calcio.

## Storia
Nel 2004 due squadre delle Isole Åland, il Lemlands IF e l'IF Finströms Kamraterna decisero di rafforzare la competitività del calcio femminile dell'arcipelago unendosi in un solo club, al quale fu data la denominazione di Åland United. Nella stagione 2005 la squadra riuscì a conquistare la promozione in Naisten Liiga, rimanendoci per le stagioni seguenti.
Nel 2008 altri club isolani, il Sunds IF, l'IFK Mariehamn e il Saltviks IF aderirono a un progetto di cooperazione, consentendo all'Åland United di diventare una squadra di calcio femminile completamente indipendente.
Nella stagione 2009 l'Åland United vinse il campionato finlandese, ottenendo così il primo titolo della sua storia. Questo risultato, inoltre, permise al club di prendere parte all'edizione 2010-2011 della UEFA Women's Champions League, venendo però subito eliminato dalle tedesche del Turbine Potsdam. Nelle stagioni seguenti concluse il campionato al terzo posto nel 2010 e al quarto nel 2011. Grazie al secondo posto conquistato in Naisten Liiga 2012 partecipò nuovamente alla Champions League nell'edizione 2014-2015, senza però riuscire a superare la prima fase a gironi. Nel 2013 vinse per la seconda volta il campionato finlandese.

## Palmarès
- Campionato finlandese: 2

2009, 2013
- Coppa di Finlandia: 1

2020

## Statistiche

### Risultati nelle competizioni UEFA
| Stagione | Competizione     | Fase                     | Avversario      | Risultato | Risultato | Risultato |
| Stagione | Competizione     | Fase                     | Avversario      | andata    | ritorno   | aggregato |
| -------- | ---------------- | ------------------------ | --------------- | --------- | --------- | --------- |
| 2010-11  | Champions League | sedicesimi di finale     | Turbine Potsdam | 0-9       | 0-6       | 0-15      |
| 2014-15  | Champions League | gironi di qualificazione | Kočani          | 4-0       | 4-0       | 4-0       |
| 2014-15  | Champions League | gironi di qualificazione | Medyk Konin     | 0-7       | 0-7       | 0-7       |
| 2014-15  | Champions League | gironi di qualificazione | SFK 2000        | 0-1       | 0-1       | 0-1       |

## Organico

### Rosa 2020
| N. |                        | Ruolo | Calciatrice              |
| -- | ---------------------- | ----- | ------------------------ |
| 1  | Finlandia (bandiera)   | P     | Anna Tamminen            |
| 2  | Finlandia (bandiera)   | A     | Isabella Mattsson        |
| 3  | Svezia (bandiera)      | C     | Emelie Johansson         |
| 6  | Stati Uniti (bandiera) | C     | Ashley Riefner           |
| 7  | Estonia (bandiera)     | A     | Signy Aarna              |
| 8  | Finlandia (bandiera)   | C     | Olivia Mattsson          |
| 10 | Finlandia (bandiera)   | C     | Monica Hagström          |
| 11 | Estonia (bandiera)     | D     | Pille Raadik             |
| 12 | Svezia (bandiera)      | P     | Cornelia Baldi Sundelius |
| 14 | Sudafrica (bandiera)   | A     | Ode Fulutudilu           |
| 15 | Stati Uniti (bandiera) | C     | Shannon Simon            |

| N. |                      | Ruolo | Calciatrice         |
| -- | -------------------- | ----- | ------------------- |
| 16 | Finlandia (bandiera) | C     | Ellen Strömberg     |
| 17 | Finlandia (bandiera) | D     | Anni Miettunen      |
| 18 | Finlandia (bandiera) | D     | Anna Asa Westerlund |
| 19 | Finlandia (bandiera) | D     | Tiia Peltonen       |
| 20 | Finlandia (bandiera) | D     | Rebecca Bjorkvall   |
| 24 | Finlandia (bandiera) | C     | Selma Viktorsson    |
| 26 | Spagna (bandiera)    | C     | Rosita Herreros     |
| 27 | Finlandia (bandiera) | A     | Milla Rosenberg     |
| 29 | Finlandia (bandiera) | A     | Elsa Viktorsson     |
|    | Finlandia (bandiera) | C     | Tilde Hellund       |

### Rosa 2018
Rosa e numeri come da sito ufficiale.
| N. |                        | Ruolo | Calciatrice          |
| -- | ---------------------- | ----- | -------------------- |
| 1  | Finlandia (bandiera)   | P     | Ann-Sofie Gripenberg |
| 2  | Finlandia (bandiera)   | A     | Isabella Mattsson    |
| 3  | Svezia (bandiera)      | A     | Emelie Johansson     |
| 5  | Finlandia (bandiera)   | D     | Mikaela Frondelius   |
| 6  | Messico (bandiera)     | C     | Briana Campos        |
| 7  | Estonia (bandiera)     | C     | Signy Aarna          |
| 8  | Svezia (bandiera)      | C     | Sara Nordin          |
| 9  | Finlandia (bandiera)   | A     | Tia Hirvonen         |
| 10 | Stati Uniti (bandiera) | C     | Sydney Blomquist     |

| N. |                      | Ruolo | Calciatrice       |
| -- | -------------------- | ----- | ----------------- |
| 11 | Estonia (bandiera)   | D     | Pille Raadik      |
| 12 | Finlandia (bandiera) | P     | Anna Tamminen     |
| 14 | Finlandia (bandiera) | C     | Maryette Karring  |
| 16 | Finlandia (bandiera) | A     | Sofia Lindström   |
| 17 | Spagna (bandiera)    | C     | Rosita Herreros   |
| 18 | Finlandia (bandiera) | C     | Jenny Danielsson  |
| 20 | Finlandia (bandiera) | D     | Rebecca Björkvall |
| 24 | Finlandia (bandiera) | D     | Sanna Porali      |
| 26 | Finlandia (bandiera) | C     | Selma Viktorsson  |

### Staff tecnico 2017
Staff tecnico come da sito ufficiale.
- Maiju Ruotsalainen - Allenatore
- Anders Jansson - Preparatore atletico
- Richard Nordas - Preparatore atletico
- Linnéa Johansson - Dirigente accompagnatore